# Мегалобласт
Мегалобласт (megaloblastus; megalo- большой + греч. blastos росток, зародыш) — родоначальная клетка эритропоэза, отличающаяся аномальной формой и необычно крупными размерами. Мегалобласты образуются у зародышей, а также присутствуют в костном мозге при некоторых заболеваниях, например при мегалобластных анемиях (megaloblastic anaemias), в частности при пернициозной анемии.

## Строение
Цитоплазма в клетках — базофильная, полихроматофильная или оксифильная. Мегалобласты имеют диаметр 15÷20 мкм. Образуются из клеток-предшественников миелопоэза и превращаются в мегалоциты. Ядро незрелое, расположено эксцентрично, имеет глыбчатую (иногда с ядрышком) или сетчатую структуру.